# إبوسفاتن (بني يخلف)
إبوسفاتن هو دُوَّار يقع بجماعة وردانة، إقليم الدريوش، جهة الشرق في المملكة المغربية. ينتمي الدوّار لمشيخة بني يخلف التي تضم 9 دواوير. يقدر عدد سكانه بـ 978 نسمة حسب الإحصاء الرسمي للسكان والسكنى لسنة 2004.

## روابط خارجية
- البوابة الوطنية للجماعات الترابية
- المندوبية السامية للتخطيط